# فؤاد الهاشم
فؤاد عبد الرحمن عبد العزيز الهاشم (17 أبريل 1952 -) كاتب كويتي، يعتبر من أشهر الكتاب في الكويت وهو كاتب عمود (علامة تعجب!) في جريدة الوطن الكويتية، وهو الشقيق الأكبر للنائب في مجلس الامة الكويتي صفاء الهاشم. 

## بداياته
بدأ الكتابة الصحفية منذ مطلع ثمانينات القرن الماضي وتحديداً في عام 1981 بمجلة (آفاق) الجامعية ولديه شريحة كبيرة من القراء داخل الكويت وخارجها. وتتميز كتاباته بأسلوب النقد الساخر، وهو لا يحتسب على أي تيار لكنه ذو توجهات ليبراليه في الكويت، كما يعتبر من الكتاب المناصرين للمرأة والمطالبين بحقوقها، كما أنه من أوائل الكتاب الكويتين الذين انتقدوا النواب الإسلامين وانتقد غيرهم من التجار ويتضح هذا الشيء من خلال انتقاداته الدائمة في عموده اليومي للجماعات الدينية المختلفة الموجودة في مجلس الأمة الكويتي واتهامها بأنها السبب الدائم للتأزيم بين الحكومة والمجلس.[بحاجة لمصدر]
وللكاتب  صفحة شبه اسبوعية في جريدة الوطن تهتم بمساعدة المحتاجين بحيث يقوم بايصال طلباتهم إلى الأشخاص المعنيين أو الجهات المسؤولة.[بحاجة لمصدر]

## التلفزيون
في أبريل 2009 وتزامنا مع حل مجلس الأمة الكويتي من نفس العام، بدأ الكاتب برنامجاً تلفزيونياً أسماه (ساعة تعجب!) وذلك على قناة الوطن وتحول من كاتب صحفي إلى مذيع إعلامي ومحاور لقاءات تلفزيونية، يتناول البرنامج القضايا المحلية في الكويت وذلك لفترة تمتد إلى 40 يوم من بداية البث حتى انتخابات مجلس الأمة الكويتي 2009، ويعد هذا العمل تحولاً نوعياً للكاتب مقارنة بالعمل الكتابي.

## إقالته من الوطن
لطالما كان عمود «علامة تعجب!» هو مايميز الصفحة الأخيرة من جريدة الوطن الكويتية، ولكن لم يدم ذلك، ففي 13 مارس 2013 تم نشر مقالة للهاشم عبر موقع إلكتروني بعنوان "احمد الفهد.. الشيخ الذي احترق"، بعد ان تم منعها، وفي نفس الليلة اتصل رئيس تحرير الوطن طالباً من الهاشم انكار كتابته للمقالة المذكورة والقول بإنها مدسوسة، وحينها جاء رد الهاشم الذي نشره على حسابة بتويتر قائلاً: " حتى لا اغضب انهيت المكالمة "!. 
وأكد الهاشم في مقابلة تلفزيونية، «انها كانت اقالة وليست استقالة».
وبرر الهاشم رفضة لانكار كتابته المقال قائلا «طوال ثلاثون سنه تعود الناس مني المصداقية، فكيف انفي مقالا كتبته!»،  وذكر أيضا «إن الجريدة من حقها رفض المقالة، كما من حقي نشرها في أي مكان آخر» ! 
وتجدر الإشارة إلى أن هذه ليست المرة الأولى التي تمت فيها إقاله فؤاد الهاشم عن الكتابة، فقبل الغزو الكويتي تم إيقافه ومنعه من الكتابة ايضاً! 
اما الآن فينشر الهاشم مقالاته في صحيفة البِلاد البحرينية والعرب والرأي العام وكذلك في موقع كُتّابْ الإلكتروني.

## هروبه من الكويت
في عام 2017 قضت محاكم الكويت بإدانته وسجنه وأمرت محكمة الجنايات الكويتية بإلقاء القبض عليه وحبسه مدة 7 سنوات مع الشغل والنفاذ في قضية الإساءة لدولة قطر وتحريضه على انقلاب عسكري فيها، الا أنه وقبيل صدور الحكم في حقه هرب من الكويت وأعلن عن لجوئه إلى دولة الإمارات العربية المتحدة  ، ونظرا لوجود اتفاقية أمنية بين الكويت والدول الخليجية تنصّ على تسليم المطلوبين كافة للعدالة في كل بلد، خرج فؤاد الهاشم من دولة الإمارات العربية المتحدة الي جهة غير معلومة ولا يزال متوارٍ عن الانظار.